# Neuvy-Pailloux
Neuvy-Pailloux är en kommun i departementet Indre i regionen Centre-Val de Loire i de centrala delarna av Frankrike. Kommunen ligger i kantonen Issoudun-Sud som tillhör arrondissementet Issoudun. År 2022 hade Neuvy-Pailloux 1 161 invånare.

## Befolkningsutveckling
Antalet invånare i kommunen Neuvy-Pailloux
Referens:INSEE